# Epilohmannia norberti
Epilohmannia norberti är en kvalsterart som beskrevs av Moreno och Moraza 1994. Epilohmannia norberti ingår i släktet Epilohmannia och familjen Epilohmanniidae. Inga underarter finns listade i Catalogue of Life.